# Xenobalistes
Xenobalistes – rodzaj morskich ryb rogatnicowatych.

## Klasyfikacja
Gatunki zaliczane do tego rodzaju:
- Xenobalistes tumidipectoris